# Adelheid Auguste von Wangelin

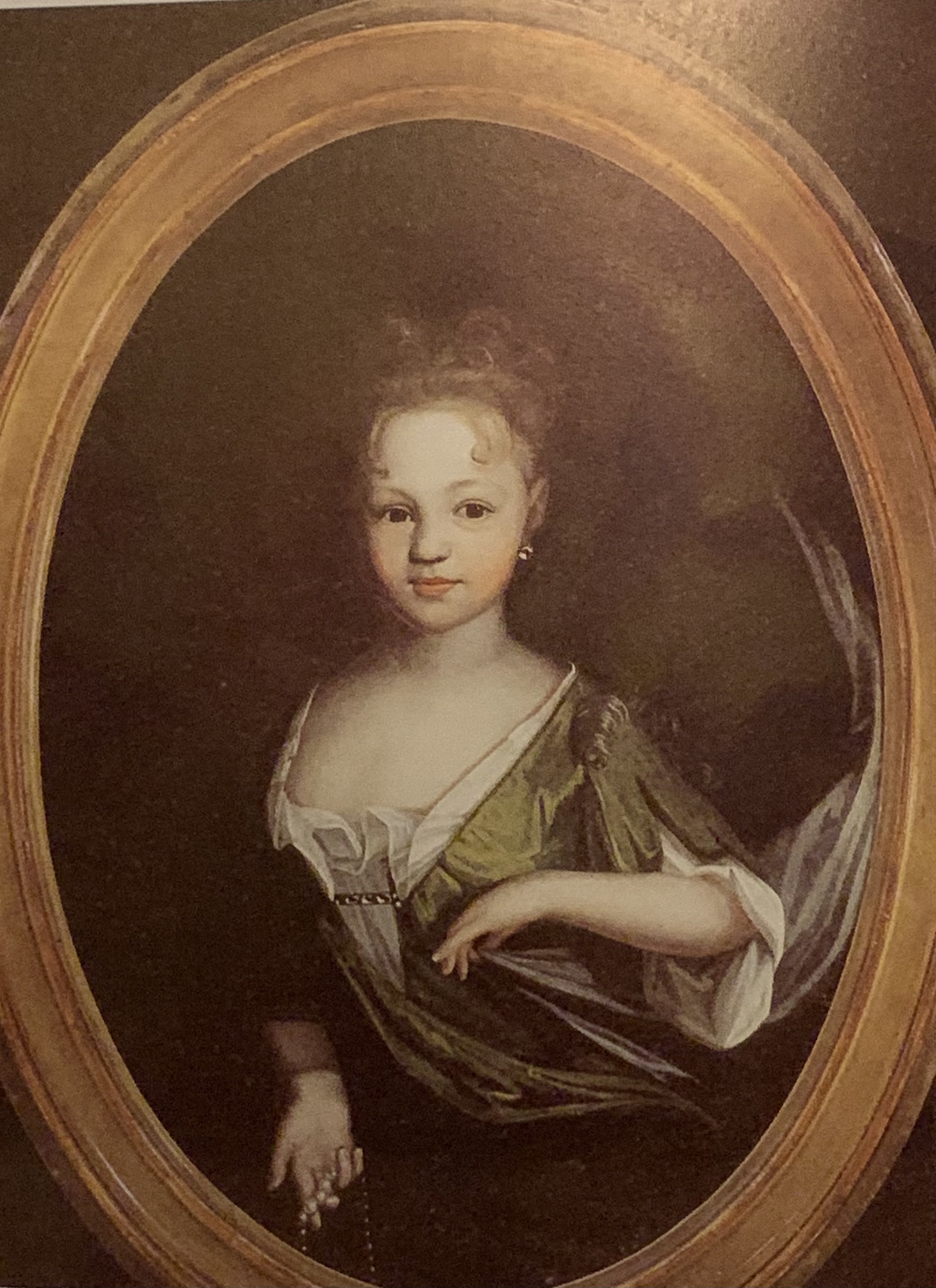
Adelheid Auguste von Wangelin. Unsigniertes Porträt, vermutlich um 1720.

Adelheid Auguste von Wangelin (* 23. Februar 1706 in Esens; † 15. Januar 1758 in Varel) geb. von Heespen war eine ostfriesische Stifterin.

## Leben

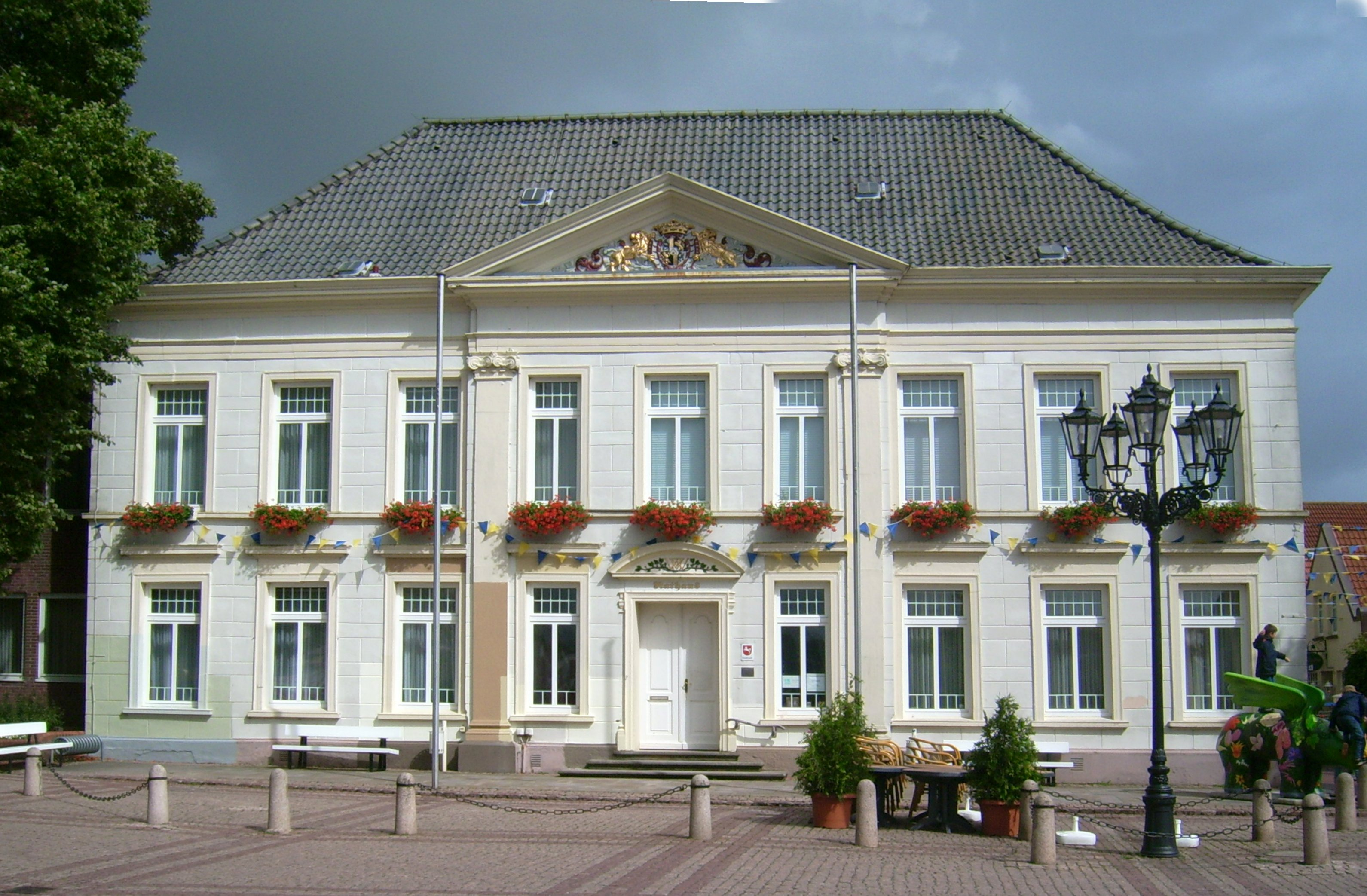
Das ehemalige Palais von Heespen, heute das Rathaus von Esens.

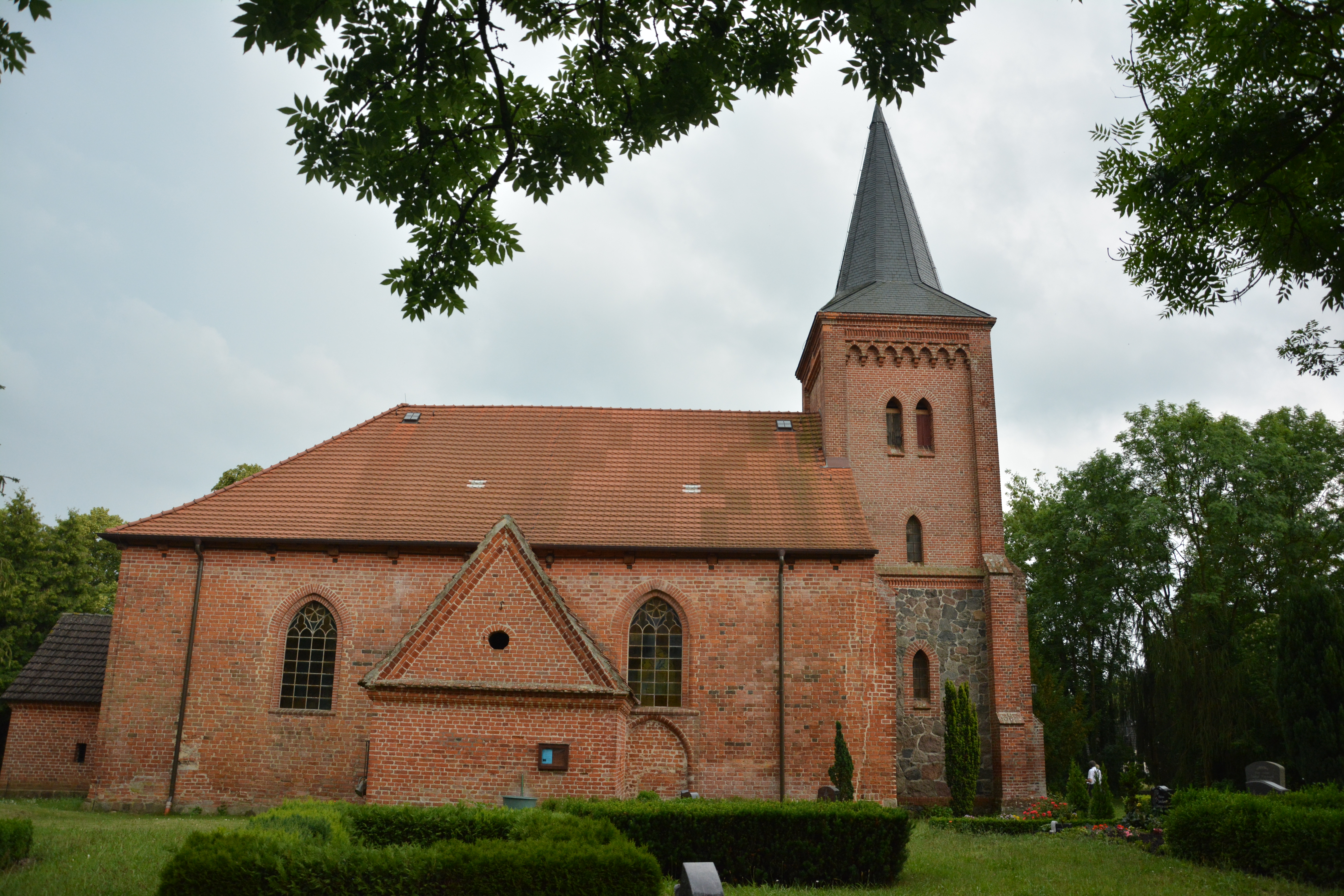
Die Dorfkirche von Alt-Schwerin.

Adelheid Auguste von Wangelin kam am 23. Februar 1706 als zweites Kind des Esenser Kanzleidirektors Wilhelm von Heespen (1669–1742) und seiner Frau Juliane geborene Tammena zur Welt. Zwei Geschwister starben im Kindesalter, ihre Schwester soll gelähmt gewesen sein. Als Adelheid vier Jahre alt war, starb ihre Mutter einige Monate nach der Geburt ihres vierten Kindes.
Ihr Vater galt als einer der reichsten Männer in der Stadt und bekleidete das nach dem Drosten zweithöchste Amt in der Stadt. Von einem Amtsvorgänger übernahm er wohl ein Wohnhaus in prominenter Lage am Marktplatz und ließ dieses 1710 zu einem Stadtpalais umbauen (heute das als Rathaus genutzte Palais Heespen).
Fünf Jahre nach dem Tode seiner ersten Gemahlin heiratete Wilhelm 1515 Catharina Dorothee geb. von Oldenburg, die danach ebenfalls in das Palais zog und dort mit ihrem Ehemann sowie dessen beiden Kindern Adelheid Auguste und Anna Margarethe lebte. Aus dieser zweiten Ehe gab es keine weiteren Nachkommen.
1742 starb Adelheid Augustes Vater. Er hinterließ den beiden Schwestern das Stadtpalais mit umfangreicher Gemäldesammlung, überwiegend bestehend aus Porträts und Werken niederländischer und deutscher Meister des 17. Jahrhunderts, zwei weitere Stadthäuser in Esens, die Güter Folkertshausen, Heespenhausen und Berdum sowie weiteren Landbesitz.
Am 28. Januar 1728 heiratete Adelheid Auguste den aus Mecklenburg stammenden Christian Friedrich von Wangelin (1682–1755), der als zweitgeborener Sohn in dänische Militärdienste trat und im nahen Oldenburg stationiert war, das 1667 an das Königreich Dänemark gefallen war. Vermutlich war Wangelin als einer der Befehlshaber der vier dänischen Kompanien, die während des Appell-Krieg zur Unterstützung des Fürstenhauses in Aurich stationiert waren, nach Ostfriesland gekommen. Das einzige Kind der beiden, Wilhelm, starb 1733 in Esens im Alter von nicht ganz drei Jahren.
Gemeinsam mit ihrem Mann zog sie nach Varel, wo er 1737 zum Chef des kurz zuvor gebildeten Oldenburgischen National-Infanterie-Regiments mit zwölf Kompanien ernannt wurde. Eine Position, die er bis zu seinem Tode innehielt. 1745 erbte er nach dem Tod des kinderlosen älteren Bruders das Familiengut der Wangelins, Alt-Schwerin in Mecklenburg, wohin er mit seiner Frau zog. 1753 starb ihre Schwester, ohne Erben zu hinterlassen, und 1755 ihr Mann auf dem Gut Alt-Schwerin. Dessen Familiengut fiel damit an seinen jüngeren Bruder. Adelheid Auguste ging daraufhin zurück nach Varel, wo sie am 15. Januar 1758 starb. Sie wurde neben ihrem Gatten in der Grabkapelle der Kirche in Alt-Schwerin beigesetzt.

## Das „von Wangelinsche Witwenstift“
Um zu verhindern, dass nach ihrem eigenen Tod ihr väterliches Erbe in Ostfriesland an entfernte Wangelin’sche Verwandte in Mecklenburg fiel, brachte Adelheid Auguste Teile ihres Besitzes, darunter das Palais in Esens mit seinem gesamten Inventar sowie den Garten mit Gartenhaus, die Gutshöfe in Berdum und Folkertshausen, außerdem den Buttforder und Burhaver Zehnt, verschiedene Grundheuern, ein zu Folkertshausen gehöriges Torfmoor und weitere Besitztümer nach dem Tode ihres Mannes am 28. Januar 1756 in eine neu gegründete Stiftung ein. Dieses „von Wangelinsche Witwenstift“ besteht bis heute. Andere Teile ihres Vermögens, so das Gut Heespenhausen, das Haus in Varel, ein Hof bei Campen, weiteres Geldvermögen, Aktien der Ostindischen Companie in Emden, Schmuck, einige Möbelstücke, Edelmetallgegenstände, Pferde und Kutschen, erbten nahe Verwandte. Darüber hinaus vermachte sie den Bediensteten auf dem Gut Alt-Schwerin Geldsummen in Höhe eines Jahresgehalts. Drei Mägde entließ die Erblasserin aus der Leibeigenschaft und stattete sie mit Kleidern, Wäsche und Geld aus.
In der Stiftungsurkunde legte sie fest, über welches Kapital die Stiftung verfügt, wie sie organisatorisch aufgebaut sein soll und welcher Personenkreis förderungsberechtigt ist. Darüber hinaus legte sie Details des von den Stiftsdamen geforderten Lebenswandels fest. Für die Stiftung sollte das familieneigene Palais am Markt sowie ein Nebengebäude zu vier Wohnungen umgebaut werden, in denen insgesamt vier Witwen wohnen sollten. Zunächst sollten vier Damen aus ihrem familiären Umfeld, namentlich aus den Familien ihres Vaters (von Heespen), ihrer Mutter (von Tammena), ihrer Stiefmutter (von Oldenburg) und ihres Ehemannes, Christian von Wangelin wohnberechtigt sein, von denen einige zu diesem Zeitpunkt noch gar keine Witwen waren. Sollten die freien Stellen nicht mit Familienangehörigen besetzt werden können, sollten Frauen aufgenommen werden können, die adeliger Ankunft waren oder deren Ehemann mindestens den Rang eines Kapitäns oder Rats bekleidet hatte und deren Jahreseinkommen nicht über 200 Talern lag. Falls eine Witwe mehrere Male verheiratet war, zählte der Rang des letzten Ehemanns. Über einen Aufnahmeantrag entschied die Stiftsdirektion. 1761 bestätigte der preußische König Friedrich II. die Stiftungsurkunde. Im selben Jahr zog die Kriegsrätin Sabina Christina von Lengerich als erste Bewohnerin in das Stift ein. Sie lebte dort bis zu ihrem Tode 1784. Alle vier Wohnungen waren erstmals 1778 vergeben. Bis heute sorgt die Stiftung dafür, dass vier Frauen jeweils eine kostengünstige Wohnung im Alter beziehen können.